# Torneo Internacional de Malta
El Torneo Internacional de Malta fue una competición amistosa de fútbol bianual en que participava seleccionados nacionales. Se llevó a cabo en Malta de 1986 a 2008. Inicialmente, el torneo se celebrava en el mes de febrero y fue organizado por los Rothmans. Fue nombrado Torneo Internacional Rothmans. Mientras que las dos primeras ediciones fueron ganadas por clubes alemanes, las ediciones posteriores salieron campeones seleccionados nacionales.

## Palmarés
| Año  | Campeón              | Subcampeón        | Tercer lugar | Cuarto lugar |
| ---- | -------------------- | ----------------- | ------------ | ------------ |
| 1986 | 1.FC Kaiserslautern  | FC Fakel Vorónezh | Malta        | Hammarby IF  |
| 1987 | VfB Stuttgart        | Legia Warszawa    | Malta        |              |
| 1988 | Alemania Democrática | Malta             | Finlandia    | Túnez        |
| 1989 | Argelia              | Dinamarca         | Finlandia    | Malta        |
| 1990 | Noruega              | Corea del Sur     | Malta        |              |
| 1992 | Malta                | Noruega Sub-21    | Islandia     | -            |
| 1994 | Eslovenia            | Georgia           | Túnez        | Malta        |
| 1996 | Rusia                | Eslovenia         | Islandia     | Malta        |
| 1998 | Georgia              | Malta             | Albania      | Letonia      |
| 2000 | Albania              | Malta             | Andorra      | Azerbaiyán   |
| 2002 | Malta                | Lituania          | Jordania     | Moldavia     |
| 2004 | Bielorrusia Sub-23   | Estonia           | Malta        | Moldavia     |
| 2006 | Moldavia             | Georgia           | Malta        |              |
| 2008 | Bielorrusia          | Armenia           | Islandia     | Malta        |

## Títulos por equipo
| Equipo               | Títulos | Subtítulos | Años campeón |
| -------------------- | ------- | ---------- | ------------ |
| Malta                | 2       | 3          | 1992, 2002   |
| Bielorrusia          | 2       | 0          | 2004, 2008   |
| Georgia              | 1       | 2          | 1998         |
| Noruega              | 1       | 1          | 1990         |
| Eslovenia            | 1       | 1          | 1994         |
| Argelia              | 1       | 0          | 1989         |
| Rusia                | 1       | 0          | 1996         |
| Albania              | 1       | 0          | 2000         |
| Moldavia             | 1       | 0          | 2006         |
| Alemania Democrática | 1       | 0          | 1988         |
| Kaiserslautern       | 1       | 0          | 1986         |
| VfB Stuttgart        | 1       | 0          | 1987         |